# Le Refuge
Le Refuge este o fundație franceză aprobată de stat, al cărei scop este de a oferi locuințe temporare și sprijin social, medical, psihologic și juridic băieților și fetelor, victime ale homofobiei și transfobiei, chiar și ca parte a propriei unități familiale.
Înființată în 2003 la Montpellier, asociația Le Refuge a fost recunoscută ca utilitate publică în 2011, înainte de a deveni fundație la 14 martie 2020.
Aceasta gestionează diverse sisteme concepute pentru a găzdui tineri (14-25 ani) care și-au împărțit familiile, care au dificultăți în a se accepta și care sunt victime ale violenței LGBT-fobice.
Printre axele principale ale acțiunii fundației se numără în special o linie de ascultare și urgență activă 24 de ore pe zi și gestionarea facilităților de cazare și a grădinițelor (22 de sisteme de operare) care permit cazarea, sprijinirea și gruparea tinerilor. 
Au fost deschise și două sucursale, una în Saint-Gaudens, în 2016, cealaltă în Béziers în 2017.
Acțiunea Fundației Le Refuge este simbolizată printr-o panglică albastră.

## Activități
Obiectivul principal al Fundației Le Refuge este de a primi tinerii adulți homosexuali cu vârste cuprinse între 14 și 25 de ani care sunt victime ale homofobiei și transfobiei și de a le oferi sprijin social, medical și psihologic1. Structura gestionează o linie de criză aprobată de Ministerul de Interne, disponibilă 24 de ore din 24. În 2019, au fost înregistrate 6.881 de apeluri către linia de criză și au fost schimbate 50.000 de mesaje text.
Refugiul poate găzdui, de asemenea, minori cu vârste cuprinse între 14 și 18 ani în numele judecătorului pentru minori. Fundația oferă, de asemenea, acțiuni de mediere pentru tinerii care doresc să încerce să restabilească legăturile rupte cu familia. De asemenea, în 2019 au fost întâmpinați 480 de tineri și au fost înregistrate 40.112 înnoptări în apartamente de relee și facilități hoteliere. De la înființarea sa în 2003, peste 8.000 de tineri au fost sprijiniți și peste 2.000 de tineri au fost salutați.
Structura a fost aprobată în 2010 de Rectoratul Academiei Montpellier, pentru intervenții în școli și formarea personalului educațional. La 9 iulie 2014, după doi ani de muncă, asociația a primit aprobarea națională de la asociațiile de învățământ complementare educației publice6. Mai mult, începând cu 13 iunie 2012, Le Refuge este asociația de referință a Direcției pentru protecția judiciară a tineretului (DPJJ) pentru dezvoltarea și implementarea acțiunilor care vizează combaterea discriminării în domeniul identității de gen și identității de gen. Refugiul se angajează și față de DPJJ să intervină atât cu minorii aflați sub protecție judiciară, cât și cu profesioniști, în colaborare cu școala națională pentru protecția judiciară a tinerilor. Ministerul de Interne a publicat un decret care recunoaște săptămâna 13-13 mai 2013 drept „Săptămâna Națională a Refugiului”, prima zi națională împotriva homofobiei din Franța.
Cu această ocazie, se organizează conferințe în toată țara, inclusiv o conferință în Senat, deschisă de ministrul Dominique Bertinotti la 17 mai 20138. La 16 mai 2014, raportul de activitate al asociației 20139 este prezentat oficial Marisol Touraine, ministrul afacerilor și Sănătate, de asemenea, o oportunitate pentru un moment de discuție în cadrul Săptămânii Naționale a Refugiaților și a Zilei Mondiale împotriva homofobiei și transfobiei.
Confruntată cu o creștere a cererilor de ajutor, asociația a fost prima, în septembrie 2012, care a evidențiat creșterea homofobiei și consecințele acesteia în rândul celor mai tineri. Mai mult, Le Refuge se află pe lista asociațiilor reprezentate la Observatorul Național al Suicidelor. Din 16 mai 2012, asociația a acordat, în colaborare cu institutul Randstad, primul premiu național în sprijinul inițiativelor de combatere a homofobiei și transfobiei12. Juriul, prezidat de Jean-Luc Romero pentru ediția din 2012, a acordat premiul pentru două asociații câștigătoare: Destinația 2055 și Urban Unit13. În 2013, juriul, prezidat de Anne Hidalgo, pe atunci prim-adjunct al primarului din Paris, a acordat asociațiile Chrysalide și Les Dégommeuses. Juriul competiției prezidat de fostul ministru Roselyne Bachelot a acordat premii Institutului de resurse în psihologie sportivă (IREPS) și universităților de vară euro-mediteraneene ale homosexualității în 2014. În 2017, juriul, prezidat de Christine și Queens, acordă Federația des maisons des lycéens pentru proiectul său de campanie anti-LGBTQIA.
Le Refuge desfășoară o campanie de informare destinată publicului larg, cu sprijinul consultanței de comunicare Tand'M. Prin urmare, asociația desfășoară o campanie împotriva homofobiei și transfobiei, în colaborare cu autoritățile locale,
De exemplu, Philippe Lux, un bucătar patiser din Angers, participă activ la această campanie și sprijină măsurile luate Arhivat în 4 martie 2021, la Wayback Machine.. Compania Decaux și mai multe canale de televiziune din Franța. Are și un clip oficial, regizat de Pascal Petit, un clip dezvăluit oficial de Valérie Fourneyron, pe atunci ministru al Tineretului, Sportului și Vieții asociative.
La 18 decembrie 2014, Le Refuge i-a invitat pe liderii grupurilor mari să echipeze lupta împotriva homofobiei și transfobiei cu un fond de sprijin17. În sprijinul asociației, găsim într-un clip, produs și de Pascal Petit, personalități din lumea afacerilor18, precum Lamine Gharbi, președintele Federației adăposturilor private, Frédéric Fougerat, director de comunicare al grupului Altran sau Abdel Aïssou, CEO al Randstad France.
În 2015, o instalație similară, Refuge Genève, a fost creată la Geneva, ca parte a Dialogai19.

## Recenzii
Această fundație a făcut obiectul unor critici, în special în presă: în 2007, revista Têtu a remarcat lipsa de convingere a voluntarilor acestei asociații față de cauza homosexuală42, iar în 2014, Rue89 a menționat cazurile tinerilor expulzați, de un voluntar condamnat pentru abuzuri sexuale asupra minorilor, raportează condiții de locuințe insalubre și se întreabă despre destinația donațiilor43, acuzații la care asociația a răspuns prin intermediul site-ului său.
Refugiul a primit câteva personalități politice opuse cererilor LGBT. În 2012 a fost organizată o întâlnire între tinerii asociației și Christine Boutin.
În 2016, revista Yagg a fost revoltată de întâlnirea dintre asociație și Valérie Debord, purtător de cuvânt pentru Les Républicains și apropiată de „Manif pour tous” 45.
În 2017, asociația a fost acuzată, de asemenea, că a mințit cu privire la moartea unuia dintre foștii săi rezidenți, susținând că s-a sinucis după ce părinții lui i-au refuzat homosexualitatea, o teorie preluată de numeroase mass-media46,47. După autopsie, procurorul adjunct al lui Albertville a acceptat totuși teza unui accident48. Asociația, care a dat în judecată Rue89 pentru defăimare, a fost concediat48.
În 2017, asociația dă vina pe Touche pas à mon poste! precum și prezentatorul său Cyril Hanouna, care urmărește o secvență care a prins mai mulți homosexuali49. Nicolas Noguier, președintele asociației Le Refuge, a declarat ulterior că unul dintre interlocutorii prinși a fost identificat și expulzat de părinții săi și că a contactat Le Refuge într-o „stare de îngrozitoare îngrijorare”. 50. David Perrotin, BuzzFeed News reporter, arată că versiunea prezentată de asociație suferă de multe neconcordanțe48. În urma acestui caz, compania de producție a lui Cyril Hanouna, H2O, anunță că a depus o plângere pentru calomnie împotriva lui Nicolas Noguier, precum și alte două plângeri împotriva lui X pentru „plângere calomnioasă” și „difuzare de știri false” 51.
L'Express anunță că audierea în urma plângerii pentru calomnie va avea loc la Paris pe 24 mai 2019. Le Refuge a confirmat că nu a existat niciun „apel de primejdie” și se va apăra cu bună-credință50, 52.53. Cu o zi înainte de ședință, Nicolas Noguier și-a cerut scuze față de C8 și Cyril Hanouna, adăugând că știe că poate „beneficia, ca și în trecut, de sprijinul lui Cyril Hanouna și C8 pentru a continua lupta împotriva homofobiei și a le mulțumi pentru aceasta”. ; H2O își retrage raportul de calomnie54.
În decembrie 2020, ziarul Médiapart a raportat la rândul său „puțin sprijin pentru tineri” și a dezvăluit mărturii „punând serios în discuție conducerea”. O sută de oameni ar fi părăsit fundația în mai puțin de un an, denunțând un „management al terorii”. Cotidianul pune la îndoială și strategia financiară a fundației, în timp ce doar 46,8% din fondurile strânse sunt destinate misiunii sociale, determinând vicepreședintele vremii să nu semneze conturile pentru anul 2017. În acest proces, Ministerul Interiorul a investigat 55. Conducerea asociației anunță că face un pas înapoi pentru un audit intern.
Foștii membri foarte critici consideră că această abordare este insuficientă. Metropola Montpellier suspendă subvenția acordată Refugiului la jumătatea lunii decembrie 2020 „în așteptarea unei clarificări a guvernanței”.